# Ангельский, Олег Вячеславович
Олег Вячеславович Ангельский (5 мая 1957, Селятин, Черновицкая область) — советский и украинский инженер-оптик. Доктор физико-математических наук (1991). Профессор (1991). Академик АН ВШ Украины. Заслуженный деятель науки и техники Украины.

## Биографические сведения
В 1979 году окончил Черновицкий университет. В 1979—1982 гг. учился в аспирантуре Черновицкого государственного университета по специальности «Оптика». С 1982 работает в Черновицком университете, в 1984—1990 гг. — доцент кафедры корреляционной оптики. С 1987 г. — заведующий кафедрой корреляционной оптики; с 1997 г. — декан инженерно-технического факультета. В 1983 г. защитил кандидатскую диссертацию в Институте физики Академии наук Украины. В 1990 г. защитил докторскую диссертацию по специальности «Оптика» в Саратовском государственном университете.
Сфера научных интересов: голография, статистическая и корреляционная оптика, оптическая диагностика шероховатых поверхностей. Автор более 300 статей в рейтинговых международных журналах, автор и соавтор 6 монографий, опубликованных в США.
Член редакционных коллегий Международных научных журналов: «Optica Applicata», «Journal of Optics A: Pure and Applied Optics», «Ukrainian Journal of Physical Optics», «Journal of Holography and Speckle», «Open Optics Journal», «SPIE Reviews». Тематический редактор журнала «Optoelectronics Review». Президент украинского общества «Pure and Applied Optics» («Чистой и прикладной оптики»). Инициатор и организатор вхождения Украины в Европейского оптического общества с 2009 г.

## Звания и награды
- Заслуженный деятель науки и техники Украины;
- Действительный член Американского оптического общества (OSA);
- Действительный член Европейского оптического общества (EOS Fellow)[1];
- Действительный член Международного общества инженеров-оптиков (SPIE);
- Действительный член Института физики Великобритании;
- Привилегированный физик, ученый института физики Великобритании;
- Награждён медалью им. Рождественского Российского оптического общества;
- Награда Ярослава Мудрого АН Высшей школы Украины (1996);
- Награждён международной премией Галилео Галилея (2007).